# Bad Frankenhausen
Bad Frankenhausen (oficialmente: Bad Frankenhausen/Kyffhäuser) é uma cidade spa no estado alemão de Turíngia. Está localizada na encosta sul da cadeia montanhosa de Kyffhäuser, em um braço artificial do rio Wipper, um afluente do Unstrut. Devido ao monumento próximo dedicado ao Imperador Frederico Barbarossa, é apelidada de Barbarossastadt. O município inclui as vilas de Seehausen, Udersleben, (desde 2007) Esperstedt e (desde 2019) Ichstedt e Ringleben.

## História
Frankenhausen foi mencionada pela primeira vez como um assentamento franco no século IX em documentos da Abadia de Fulda. Recebeu direitos de cidade alemães em 1282 e, a partir de 1340, tornou-se parte do Condado de Schwarzburg.
Em 15 de maio de 1525, foi palco da Batalha de Frankenhausen, uma das últimas grandes batalhas da Guerra dos Camponeses Alemães, quando os camponeses insurgentes, liderados por Thomas Müntzer, foram derrotados pelas tropas aliadas de Duque Jorge da Saxônia, Conde Filipe I de Hesse e Duque Henrique V de Brunswick-Lüneburg. Müntzer foi capturado, torturado e finalmente decapitado em Mühlhausen em 27 de maio.
Com a divisão do Condado de Schwarzburg em 1599, Frankenhausen tornou-se a capital da subdivisão Unterherrschaft do Condado de Schwarzburg-Rudolstadt, que em 1710 foi elevado a principado. Príncipe Günther Victor foi o último monarca alemão a abdicar, em 23 de novembro (como Príncipe de Schwarzburg-Rudolstadt) e 25 de novembro de 1918 (como Príncipe de Schwarzburg-Sondershausen). O breve Estado Livre de Schwarzburg-Rudolstadt foi incorporado à recém-criada Turíngia em 1920.
Desde 1818, um poço de água salina que era usado por séculos para extração de sal foi utilizado para banhos e tratamentos médicos. Em 1927, Frankenhausen recebeu oficialmente o título de cidade spa (Bad). No século XIX, a cidade também era famosa pela fabricação de botões de madrepérola. Hoje, depende principalmente do turismo e das férias de spa.
Desde 1972, Frankenhausen é uma cidade guarnição, anteriormente de um regimento de infantaria motorizada do Exército Popular Nacional e, a partir de 1990, da 13ª Divisão de Infantaria Mecanizada do Exército Alemão.

### População desde 1994
População em 31 de dezembro, salvo indicação em contrário:
| - 1994: 9730 - 1995: 9834 - 1996: 9768 - 1997: 9661 - 1998: 9542 - 1999: 9472 | - 2000: 9432 - 2001: 9233 - 2002: 9132 - 2003: 8978 - 2004: 8809 - 2005: 8775 | - 2006: 8706 - 2007: 9292 - 2008: 9097 - 2009: 9000 - 2010: 8962 - 2011: 8677 | - 2012: 8677 - 2013: 8672 - 2014: 8734 - 2015: 8792 |

## Panorama da Guerra dos Camponeses

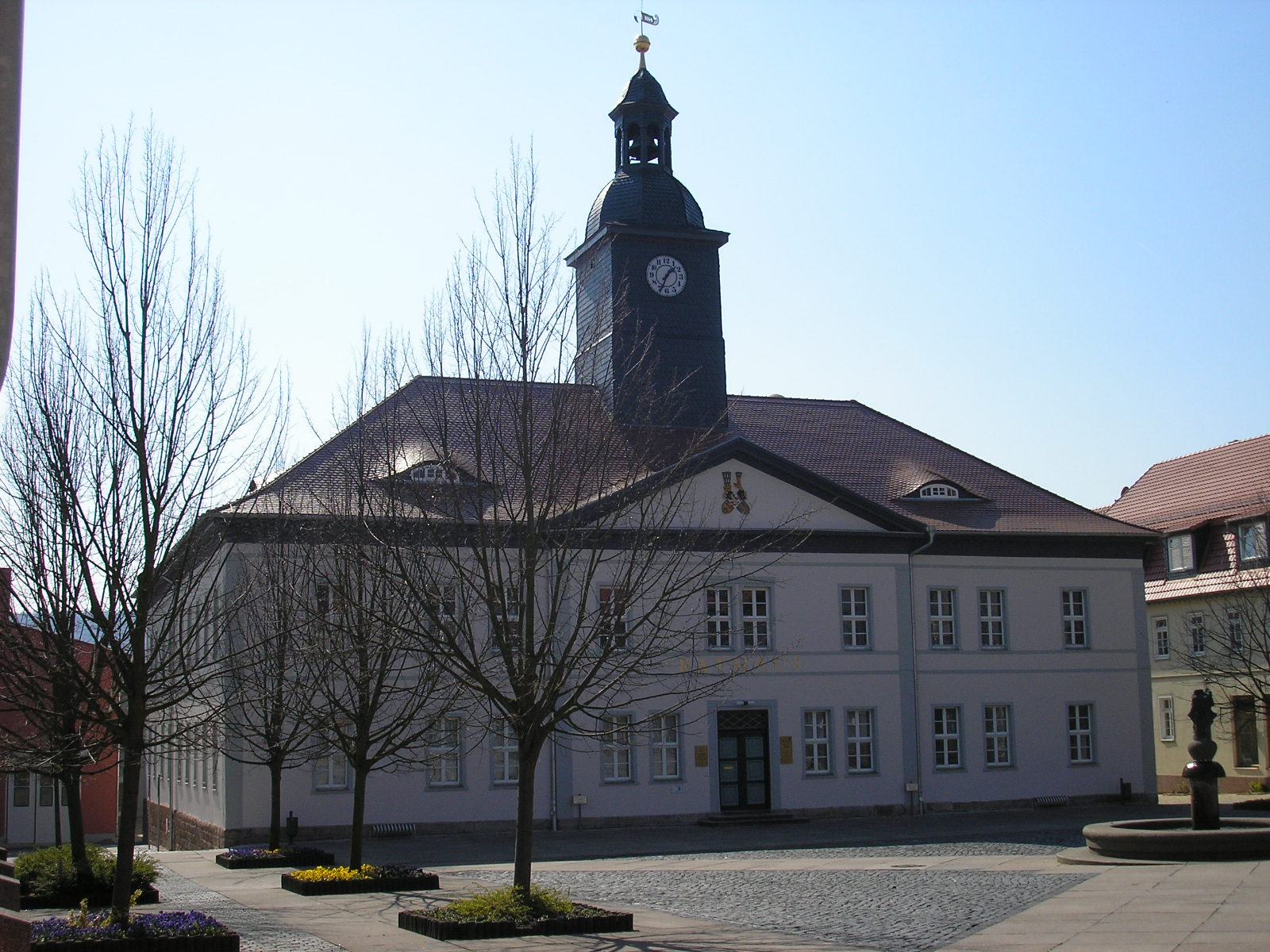
Prefeitura de Frankenhausen

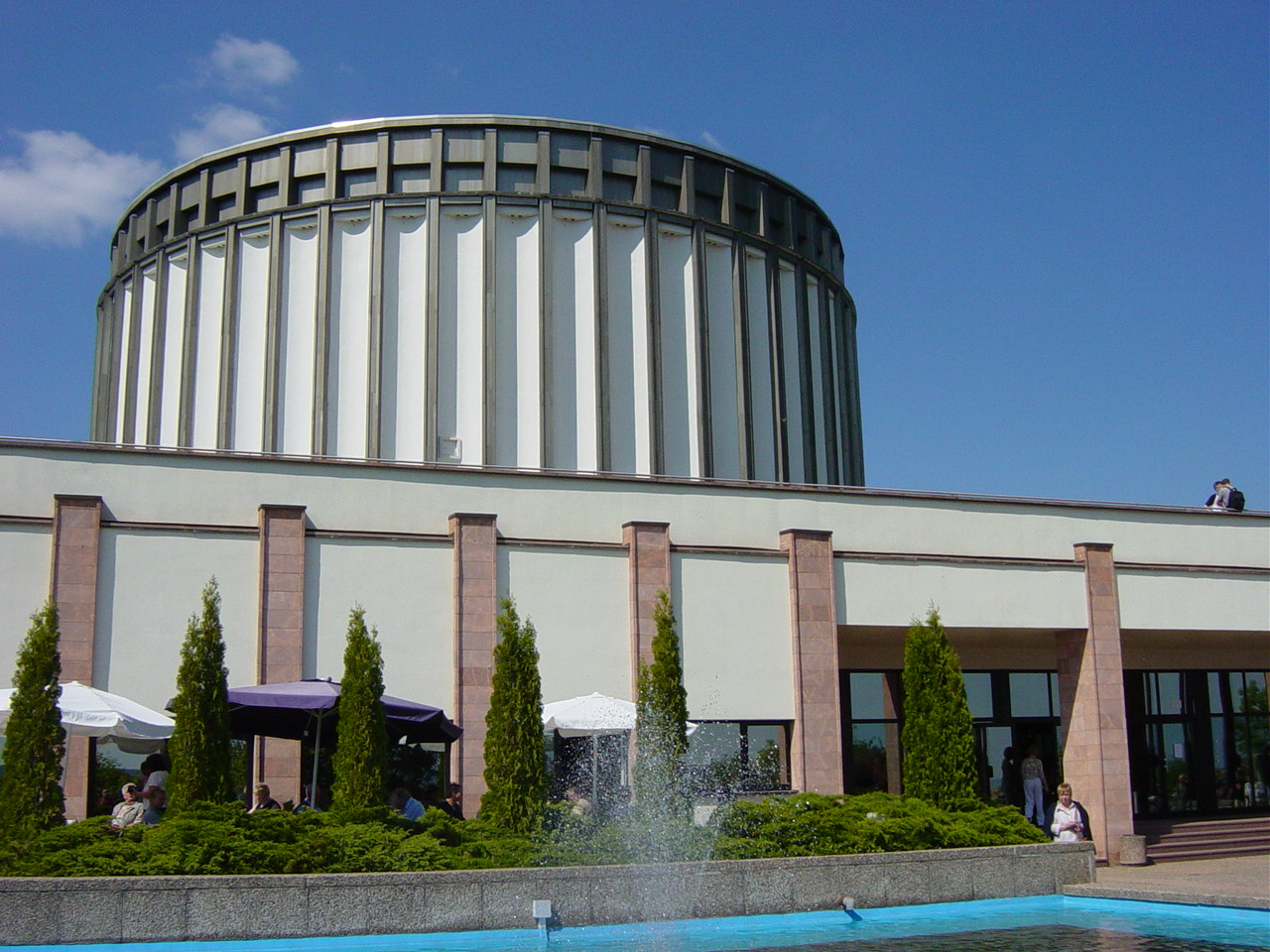
Museu Panorama,
rotunda

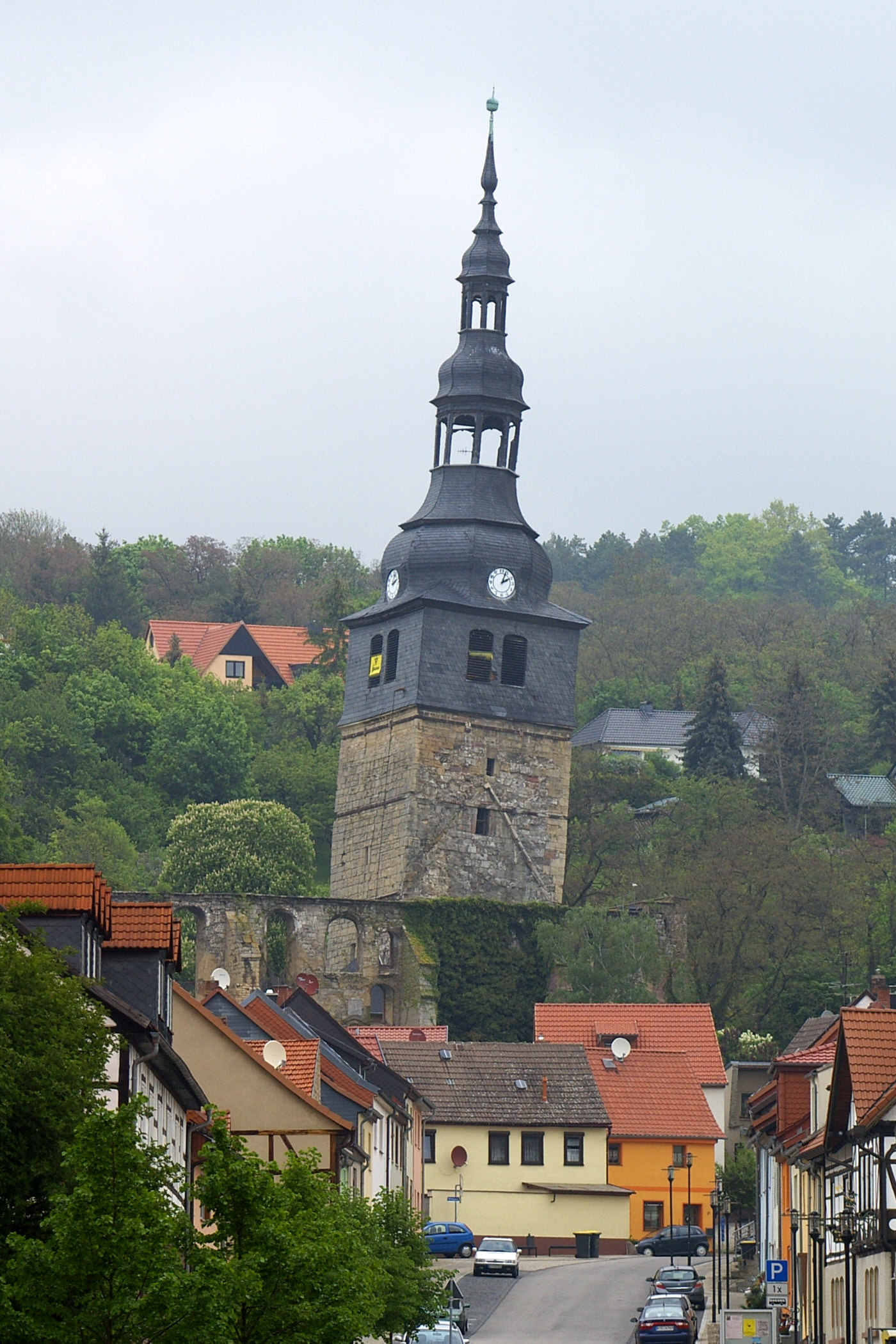
A torre da Oberkirche de Bad Frankenhausen é considerada a segunda torre mais inclinada da Alemanha.

Baseado no livro de Friedrich Engels de 1850, A Guerra dos Camponeses na Alemanha, Thomas Müntzer, como revolucionário inicial, tornou-se um ícone do materialismo histórico na Alemanha Oriental.

Na comemoração dos 450 anos da batalha de Frankenhausen em 1975, o então governo do Partido Socialista Unificado da Alemanha (SED) encarregou o reitor da Academia de Artes Visuais de Leipzig, Professor Werner Tübke, de criar uma pintura panorâmica monumental: Revolução Burguesa no Início da Alemanha, também conhecida como Panorama da Guerra dos Camponeses. A obra, em uma rotunda especialmente erguida, foi concluída em 1987. Retratando mais de 3000 indivíduos, o panorama tem 123 metros (400 pé) de comprimento e 14 metros (46 pé) de altura.

Apesar dos planos do Politburo, modelados no panorama da Batalha de Borodino no Monte Poklonnaya em Moscou, Tübke realizou uma visão pessimista de Müntzer resignado, sozinho entre as tropas em batalha, uma bandeira do movimento Bundschuh caída ao seu lado. O Panorama foi inaugurado por Kurt Hager e Margot Honecker, em nome de seu marido Erich Honecker, em 14 de setembro de 1989, oito semanas antes da queda do Muro de Berlim e da eventual reunificação da Alemanha em outubro de 1990.
Hoje, o Museu Panorama exibe exposições de arte e uma coleção de obras de artistas internacionais contemporâneos.

## Pontos turísticos
- Castelo de Frankenhausen, com fundações medievais do século XIV, serviu como residência da Casa de Schwarzburg. Fortemente danificado durante a Guerra dos Camponeses Alemães, foi reconstruído em estilo Renascimento entre 1533 e 1536. Hoje abriga um museu de história local.
- A Igreja de Nossa Senhora na Montanha, coloquialmente chamada de Oberkirche (Igreja Superior), completada em 1382, é conhecida por sua torre que se inclina de forma acentuada para o lado. O desequilíbrio causado por dolinas das minas de sal próximas já havia começado a afetá-la no século XVII; o topo Barroco parcialmente equilibra a inclinação da torre. Quando medida pela última vez, sua inclinação era de 4,8°,[2] aumentando 6 cm (2.4 in) por ano, sendo assim a segunda torre mais inclinada da Alemanha (depois da Torre Inclinada de Suurhusen) e inclinando-se mais do que a Torre de Pisa.[3] Em 2014, o governo federal alemão concordou em pagar €950.000 para trabalhos de estabilização da inclinação da torre, instalando um "espartilho de aço", salvando a estrutura do risco de demolição.[4]
- A cadeia montanhosa Kyffhäuser ao norte da cidade abriga o Monumento Kyffhäuser, uma grande escultura em celebração à unidade nacional alemã construída de 1890 a 1896, de acordo com os planos de Bruno Schmitz, sobre as ruínas de uma antiga Kaiserpfalz.

## Pessoas notáveis

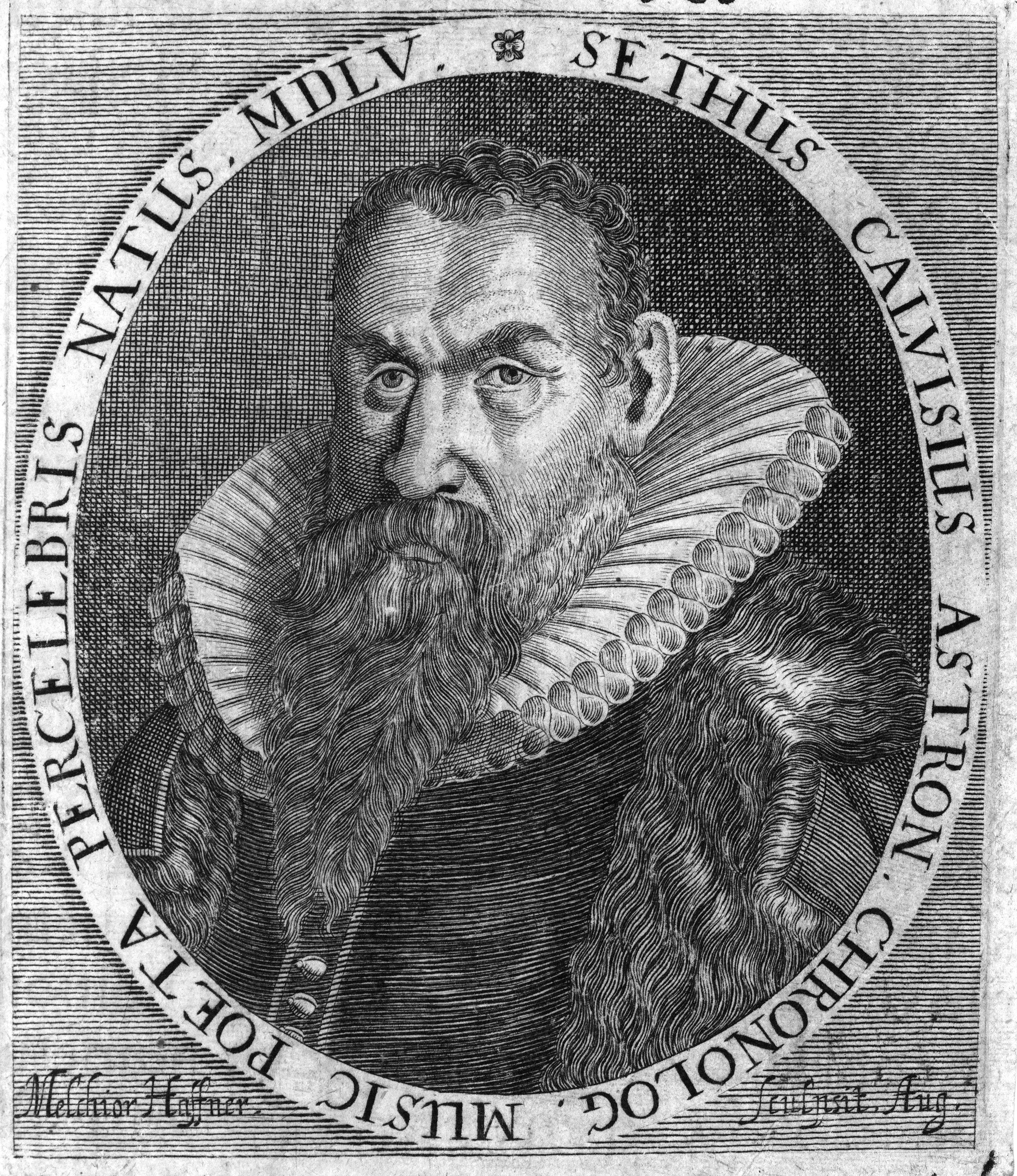
Sethus Calvisius

- Rudolf Aderhold (1865–1907), micologista, botânico, diretor do Instituto Imperial de Agricultura e Silvicultura em Berlim-Dahlem
- Sethus Calvisius (1556–1615), compositor, cresceu em Frankenhausen
- Dapayk (nascido em 1978), produtor e proprietário de gravadora
- Georg Eberhardt (1914–1943), Sturmbannführer (Major) da Waffen SS durante a Segunda Guerra Mundial
- Ludwig Elsbett (1913–2003), inventor do motor Elsbett, estudou engenharia em Bad Frankenhausen
- Robert H. Foerderer (1860-1903), deputado do Congresso dos EUA
- Reimund Neugebauer (nascido em 1953), engenheiro e professor universitário
- Eva Padberg (nascida em 1980), modelo, nascida em 27 de janeiro de 1980 em Bad Frankenhausen.
- Dieter Rex (1936–2002), pintor e designer
- Doris Schade (1924–2012), atriz, nascida em Frankenhausen
- de (nascido em 1928 em Esperstedt), coreógrafo de teatro de dança moderna
- Selmar Schonland (1860–1940), botânico e um dos fundadores da Universidade de Rhodes, nascido em Bad Frankenhausen
- Nils Schumann (nascido em 1978), atleta e campeão olímpico dos 800 m
- Harald Vollmar (nascido em 1947), atirador esportivo e múltiplo medalhista olímpico
- Martin Gottfried Weiss (1905–1946), criminoso de guerra, comandante do campo de concentração de Dachau, estudou engenharia elétrica em Bad Frankenhausen
- de (1860–1920), o primeiro presidente social-democrata de um parlamento alemão
- Christa Wolf (1929–2011), escritora, concluiu os estudos em Bad Frankenhausen
- de (nascido em 1928), escritor e editor

## Cidade-irmã
- Bad Sooden-Allendorf, Werra-Meißner-Kreis, Hesse, Alemanha desde 1990.

## Literatura
- Atlas das Cidades Alemãs; Volume: IV; 2º Tomo. Acta Collegii Historiae Urbanae Societatis Historicorum Internationalis - Série C. Por encomenda do Conselho para a História Comparada das Cidades e com o apoio da Fundação Alemã de Pesquisa, organizado por Heinz Stoob, Wilfried Ehbrecht, Jürgen Lafrenz e Peter Johannek. Mapa da cidade de Bad Frankenhausen, Autor: Heinz Stoob. ISBN 3-89115-032-6; Dortmund-Altenbeken, 1989.

## Links externos
- «Sítio oficial»
- «Frankenhausen». Encyclopædia Britannica. IX 9ª ed. 1879. p. 704
- «Frankenhausen». The American Cyclopædia (em inglês). 1879

Predefinição:Cidades e vilas em Kyffhäuserkreis